# Portada/efemèride desembre 8
Antônio Carlos Jobim
« 7 de desembre · 8 de desembre · 9 de desembre »